# Allium teretifolium
Allium teretifolium är en amaryllisväxtart som beskrevs av Eduard August von Regel. Allium teretifolium ingår i släktet lökar, och familjen amaryllisväxter. Inga underarter finns listade i Catalogue of Life.